# Santuário Kamo

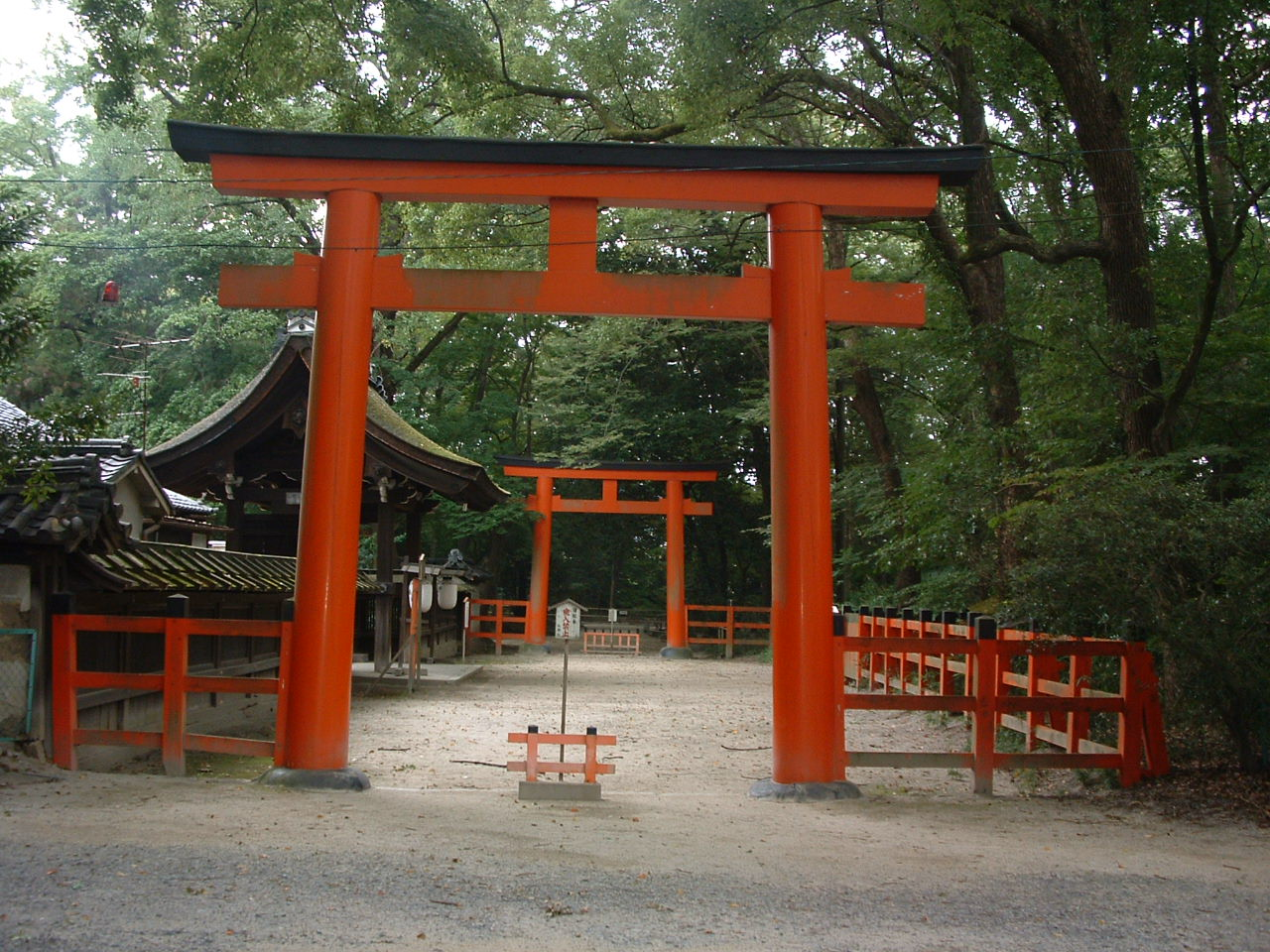
Um par de portões torii no Santuário de Shimogamo.

O Santuário de Kamo (賀茂神社, Kamo-jinja) é um termo geral de um importante complexo de templos xintoístas nas margens do Rio Kamo no nordeste de Quioto. Ele é centrado em dois templos. Os dois templos, um superior e um inferior, situam-se em um canto da antiga capital que era conhecido como o "portão do demônio" (鬼門, kimon) devido às tradicionais crenças do feng shui de que o canto nordeste trazia azar. Como o Rio Kamo corre de norte a leste na cidade, os dois templos juntos ao rio preveniriam os demônios de entrar na cidade.
O Santuário de Kamo engloba o que hoje são jinjas independentes mas tradicionalmente associados: o Kamo-wakeikazuchi Shrine (賀茂別雷神社, Kamo-wakeikazuchi jinja) no bairro de Kita, em Quioto, e o "Kamo-mioya Shrine'" (賀茂御祖神社, Kamo-mioya jinja) no bairro de Sakyo. Eles estão entre os "Monumentos Históricos da Antiga Quioto" que foram designados como [[patrimônio mundial] da UNESCO.
O nome do jinja identifica o kami ou divindades consagradas que são veneradas no Santuário de Kamo, sendo que o nome refere-se às árvores que rodeiam o templo. O nome do templo também se refere aos antigos habitantes da área, o clã Kamo, muitos dos quais continuam a viver perto do templo que seus ancestrais tradicionalmente serviam.  The Kamo are credited with establishing this Shinto sacred place.
Os nomes formais do corolário jinja memorizam as raízes vitais em uma história que antecede a fundação da antiga capital do Japão. Embora hoje esteja incorporado aos limites da cidade, o Tadasu no Mori foi um fator decisivo para a escolha do local. Há uma teoria de que a floresta era a floresta primordial do clã sacerdotal Kamo, que eram os responsáveis exclusivos do templo desde épocas pré-históricas. Os limites da floresta englobam aproximadamente 12,4 hectares, que são preservados como local histórico nacional (国の史跡).  As árvores deste bosque sagrado são consideradas como patrimônio mundial da UNESCO junto com outros templos xintoístas em seus arredores.

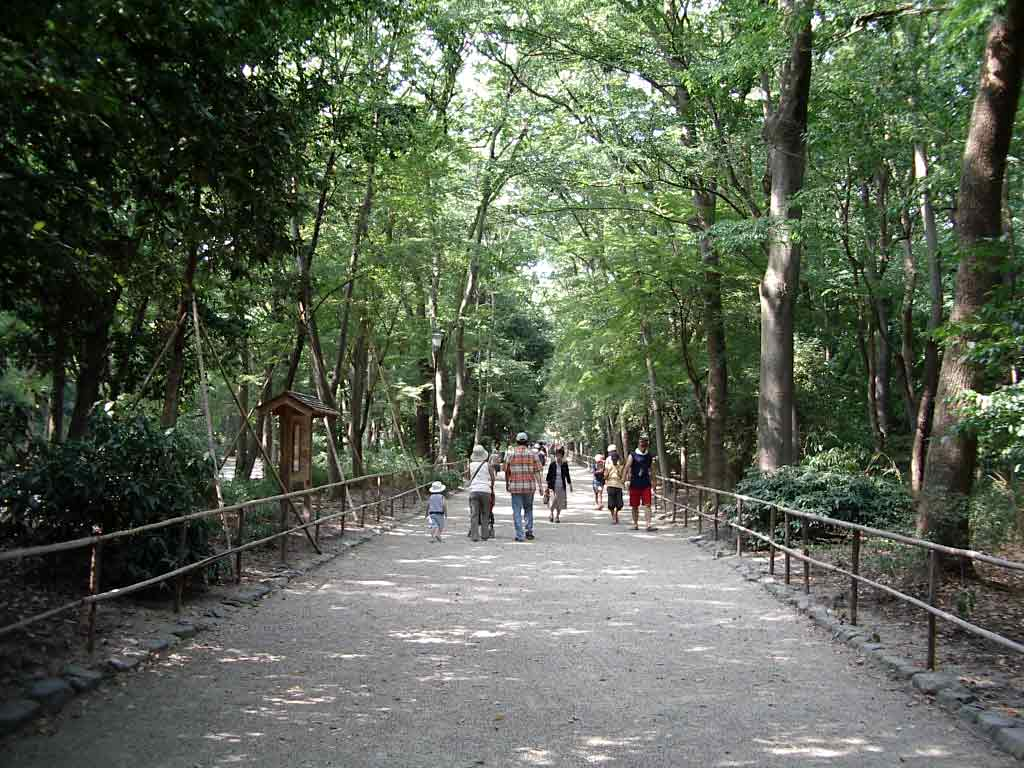
O caminho leva para Tadasu no Mori (a "Floresta Onde as Mentiras são Reveladas").

O festival anual do templo, Kamo no Matsuri, também chamado de Aoi Matsuri, é o mais antigo dos três principais festivais de Quioto. Os outros são o Jidai Matsuri e o Gion Matsuri.

## Crença xintoísta
O nome popular para Kamo-wakeikazuchi jinja é Kamigamo jinja ou Santuário Kamigamo, também chamado de Santuário Superior. Ele é chamado de santuário superior em parte porque ele se situa na margem leste do Rio Kamo (鴨川 ou 賀茂川, Kamo-gawa) rio acima de seu gêmeo não idêntico.
O nome mais usado para Kamo-mioya jinja é Shimogamo jinja ou Santuário Shimogamo, também chamado de Santuário Inferior. Ele é chamado de santuário inferior, em parte, porque se situa na confluência do Rio Takano (高野川, Takano-gawa) e do Rio Kamo rio abaixo de seu irmão gêmeo.
O Santuário Kamo é chamado assim pois seus rituais e festivais ocorrem para ajudar na veneração da família Kamo do kami e outras divindades associadas; e o kami Kamo (kami-no-Kamo) é referenciado em outros contextos xintoístas. Nas "Palavras de Felicitações do Chefe de Izumo", o "bosque sagrado de Kamo" é mencionado junto com outros templos xintoístas de madeira em Ō-miwa, Unade e Asuka:
O Ō-namochi-no-mikoto afirma:
"O Soberano vai morar pacificamente na terra de  Yamato."
Assim dizendo, ele prendeu o espírito pacífico
Em um espelho de grandes dimensões,
Elogiando-o pelo nome
Yamato-no-Ō-mono-nushi-Kushi-mika-tama-no-mikoto,
E fazendo-o habitar no bosque sagrado de Ō-miwa.
Ele fez com que o espírito de seu filho
Aji-suki-taka-hiko-ne-no-mikoto
Morasse no bosque sagrado de Kamo em Kaduraki;
Fez com que o espírito de Koto-shiro-nushi-no-mikoto
Morasse em Unade;
E fez o espírito de Kayanarumi-no-mikoto
Morasse no Bosque Sagrado de Asuka.
No Santuário de Kamigamo, Kamo Wake-ikazuchi, o kami do trovão, é o foco de atenção e reverência.
O Santuário de Shimogamo é dedicado à veneração da mãe de Kamo Wake-ikazuchi, Kamo Tamayori-hime.  O Shimogamo é dedicado também a Kamo Taketsune, que é o pai de Kamo Taayori-hime.
Todos têm um lugar de destaque no Aoi Matsuri, que ocorre em maio. Neste evento ocorrem procissões entre os dois templos, corridas de cavalos e demonstrações de arqueria montada (Yabusame|yabusame).
Dois montes de areias cônicos do Kamigamo jinja lembram as árvores sagradas que outrora serviam para dar boas vindas aos espíritos.
O Shimogama jina desde então tornou-se um dos templos chaves na área, sendo associado aos fiéis para assegurar o sucesso da colheita anual de arroz. O templo localiza-se em Tadasu no Mori (糺の森), 'a floresta da verdade', uma floresta primordial que nunca teria sido queimada. A floresta, de fato, sofreu alguns danos ao longo dos séculos quando toda a Quioto foi incendiada durante sucessivas revoltas e guerras, mas a floresta se recuperou várias vezes. Tadasu no mori é deixada crescer em seu estado natural. Ela não é plantada nem podada.
Embora os santuários de Kamigamo e Shimogamo sejam considerados um par ou gêmeos, eles não se localizam próximos um do outro. Aproximadamente 2 km de distância separam os dois complexos de templos xintoístas,o que pode ser explicado, em parte, pelo fato de os templos ao redor de Heian-kyō serem desenvolvidos para prevenir a infiltração de demônios. O Rio Kamogawa flui em uma direção de mal agouro; e os templos ao longo do fluxo foram posicionados a fim de prevenir que os demônios usassem o rio para entrar na cidade. Embora o Kamo-jinja não esteja diretamente nas margens do Rio Kamo, os locais foram posicionados como parte de um plano de mitigar as consequências das enchentes sazonais.

## História

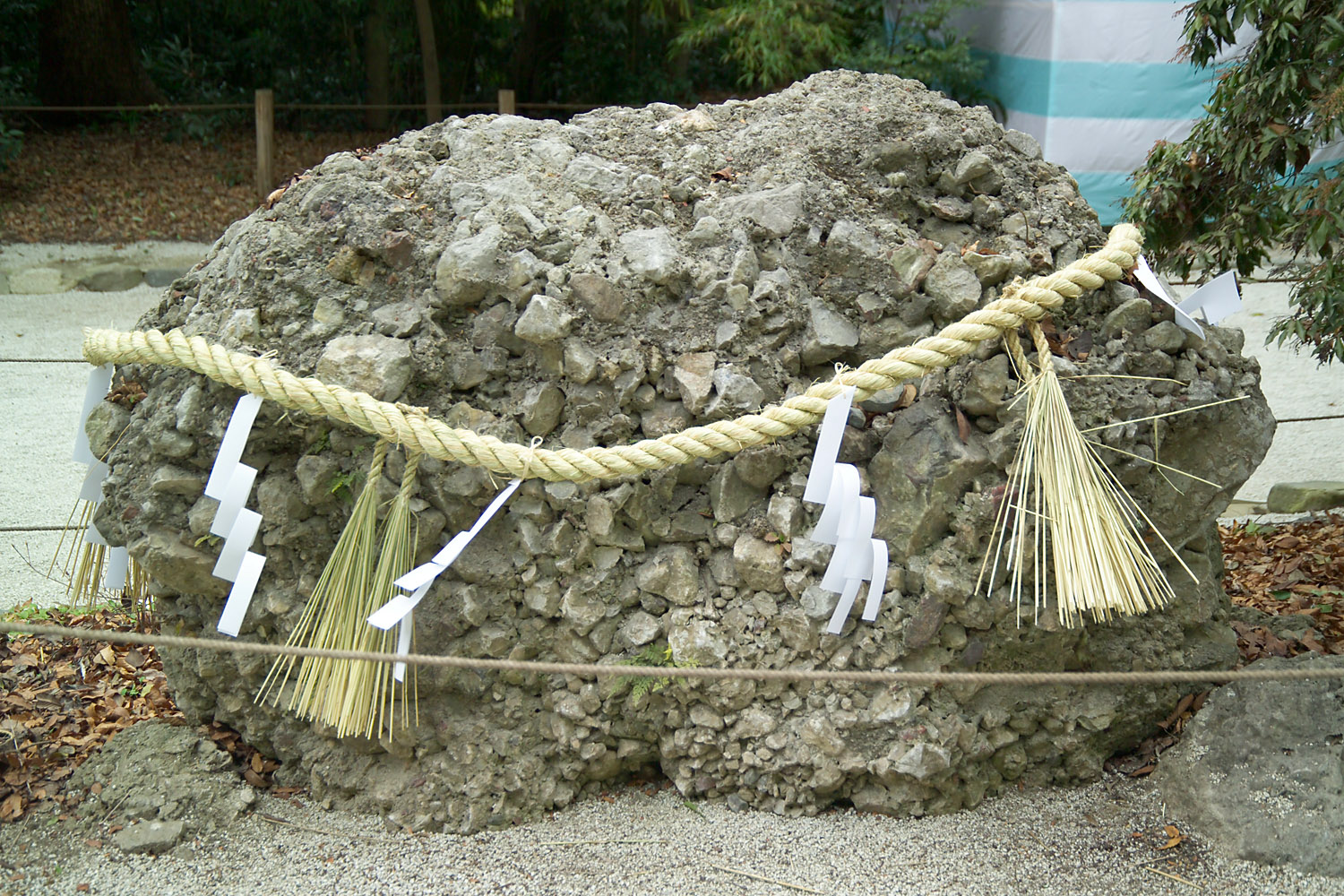
Sazare-Ishi (pedra conglomerada) faz alusão aos pedregulhos que cresceriam em rochas, como descrito na letra de Kimi ga Yo.

O templo tornou-se sujeito ao mecenato imperial durante o início do período Heian. Em 965, o Imperador Murakami ordenou que os mensageiros imperiais fossem enviados para relatar eventos importantes para o kami  guardião do Japão, incluindo aqueles venerados no Santuário de Kamo. Esses heihaku foram inicialmente apresentados a 16 templos.
O santuário inferior é da mãe de um kami, e o santuário superior é dos filhos do kami. Os sacerdotes líderes de ambos possuem o mesmo título, Kamo-no-Agata-no Nushi. Nos títulos agata-no-nushi, o substantivo anexado é geralmente o nome de um local, mas em uma consolidação do  Taihō ritsuryō, Kamo espelhou as convenções do clã Yamato em fundir a área, seu nome, seus centros sagrados e seu kami em um único identificador nominativo.

### Santuário Kamigamo

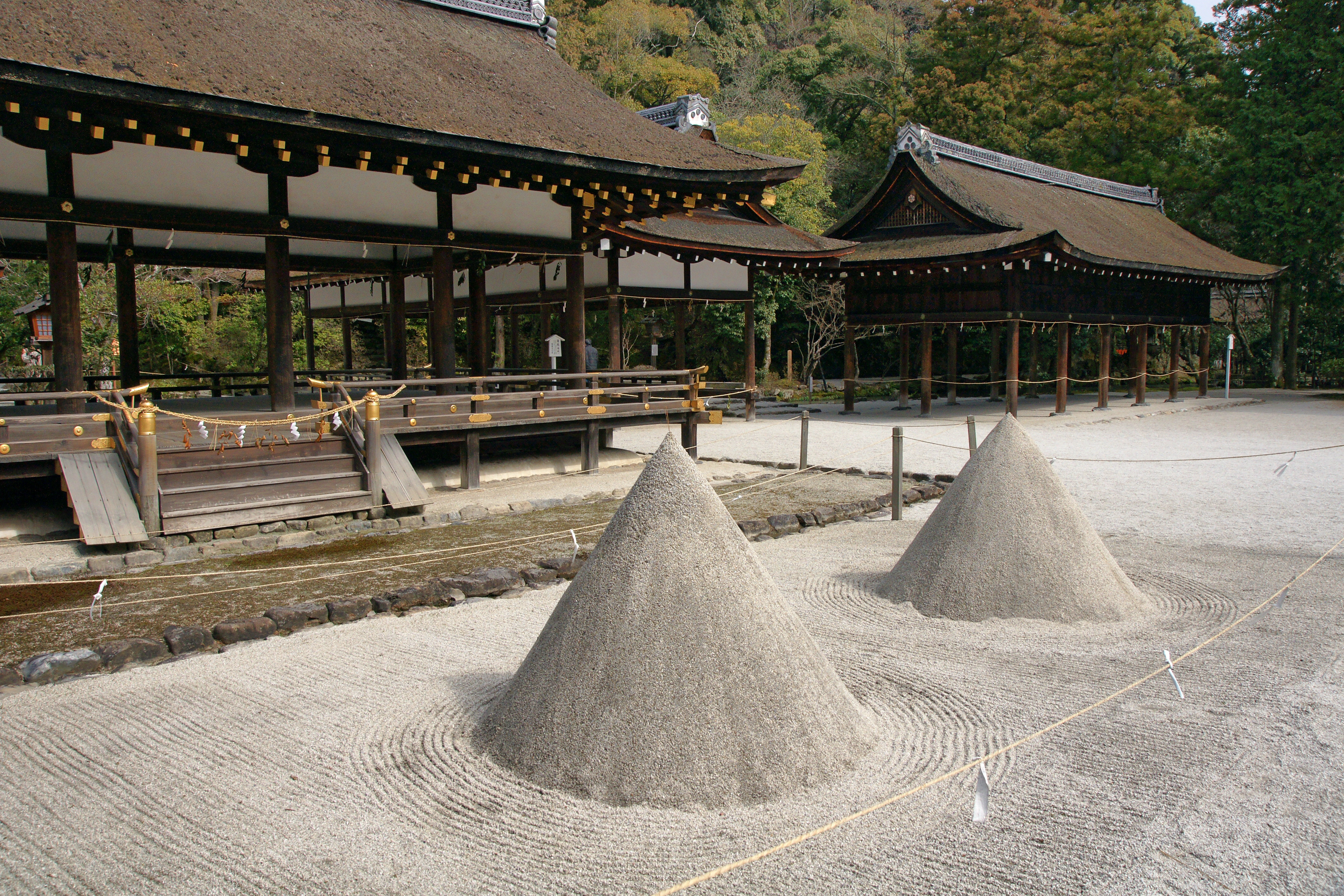
Tatesuna são um par de cones de areia em frente do Sai-Den no Kamigamo-jinja. Eles são tradicionalmente construídos como alusões a um par de montanhas sagradas.

De 1871 a 1946, o Santuário Kamigamo foi oficialmente designado um dos Kanpei-taisha (官幣大社), o que significa que ele ficou entre os templos mais apoiados pelo governo.
Ele é famoso por seu haiden (salão de culto), reconstruído em 1628-1629 (Kan'ei 6). Um grande número de residências de sacerdotes são situados em seu território, e uma, a Casa Nishimura, é aberta ao público.

### Santuário Shimogamo
O Santuário Shimogamo foi oficialmente designado como Kanpei-taisha em 1871.
Acredita-se que o Santuário Shimogamo seja 100 anos mais velho que o Santuário Kamigamo, datando do século VI.
Uma estrutura do templo foi erguida em 678 durante o reinado do Imperador Tenmu, sendo que ele se tornou a construção principal durante o reinado do Imperador Kanmu quando ele transferiu a capital de Heijō-kyō, e Nagaoka-kyō para Heian-kyo.

### Progressos imperiais para o templo
- 16 de janeiro de 795 (Enryaku 13, 21º dia do 12º mês): O Imperador Kammu fez um progresso imperial para ambos santuários Kamo.[26]
- 25 de outubro de 1334 (Kemmu 1, 27º dia do 9º mês): O Imperador Go-Daigo fez um progresso imperial para o Kamo-jinja.[27]
- 29 de abril de 1863 (Bunkyū 3, no 11º dia do 3º mês): O Imperador Komei fez um progresso imperial para os Santuários Kamo. Ele foi acompanhado pelo xogum, todos os oficiais principais e muitos senhores feudais. Este foi o primeiro progresso imperial desde que o Imperador Go-Mizunoo visitou o Castelo de Nijō há mais de 230 anos antes, sendo que nenhum Imperador havia visitado Kamo desde que o Imperador Go-Daigo honrou ambos os santuários em Kemmu 1 (1334).[27]